# Dimetrodon
Dimetrodon (Диметродон — „двије мјере зуба”) је синапсид из доба перма. Достизао је дужину и до 3 метра и хранио се искључиво месом. Великим канџама и чељустима са оштрим, сабљастим зубима је хватао плен који су углавном чинили водоземци.
Dimetrodon је полагао јаја са чврстом опном што је омогућавало полагање на копну. Младунци су се рађали са плућима и удовима који су били способни да их одрже на земљи. Имао је дебелу кожу која га је штитила од сунца.
Претпоставља се да је могао да одржава сталну телесну температуру помоћу израслина дуж леђа. Креста (једро) је била стално усправна и подупрта коштаним израштајима леђних кичмених пршљенова.
Dimetrodon често се погрешно сматра за диносауруса или као савременика диносауруса у популарној култури, али је изумро неких 40 милиона година пре прве појаве диносауруса. По изгледу и физиологији сличан гмизавцима, Dimetrodon је ипак ближе повезан са сисарима него са модерним гмизавцима, иако није директни предак сисара. Dimetrodon је сврстан у „несисарске синапсиде”, групи која се традиционално назива „гмизавци слични сисарима”. Ово групише овај род заједно са сисарима у кладу (еволуциону групу) која се зове Synapsida, док су диносауруси, гмизавци и птице стављени у засебну кладу, Sauropsida. Појединачни отвори у лобањи иза сваког ока, познати као темпоралне фенестре, и друге карактеристике лобање разликују род Dimetrodon и сисаре од већине најранијих сауропсида.
Dimetrodon је вероватно био један од вршних предатора цисуралијских екосистема, хранећи се рибама и тетраподима, укључујући гмизавце и водоземце. Мање врсте су могле имати различите еколошке улоге. Једро на леђима је можда коришћено за стабилизацију кичме или за загревање и хлађење тела као облик терморегулације. Неке недавне студије тврде да би једро било неделотворно у уклањању топлоте из тела, јер су откривене велике врсте с малим једрима и мале врсте с великим једрима, чиме се у основи искључује регулација топлоте као његова главна сврха. Једро се највероватније користило за удварачко излагање са методама као што су претње ривалима или показивање потенцијалним партнерима.

## Опис
Dimetrodon је био четвороножни синапсид с леђним једром. Већина врста из овог рода имала је дужину од 1,7 до 4,6 m (5,6 до 15,1 ft) и процењује се да су тежили између 28 и 250 kg (60 и 550 lb). Највећа позната врста D. angelensis са око 4 m (13 ft), а најмања је D.&nbsp;teutonis са 60 cm (24 in). Веће врсте овог рода биле су међу највећим предаторима раног перма, иако је блиско сродан са тапеносаурусом, познатом по фрагментима скелета у нешто млађим стенама. Могуће је да је био чак и већи са процијењеном укупном дужином од 5,5 m (18 ft). Иако су неке врсте могле да нарасту до врло великих размера, познати су многи млађи примерци.

## Палеоекологија
Фосили овог рода су познати из Сједињених Држава (Тексас, Оклахома, Нови Мексико, Аризона, Јута и Охајо) и Немачке, подручја која су била део суперконтинента Еврамерика током раног перма. Унутар Сједињених Држава, скоро сав материјал приписан овом роду потиче из три геолошке групе у северно-централном Тексасу и јужно-централној Оклахоми: група Клир Форк, група Вичита и група Пиз Ривер. Већина фосилних налаза део је низинских екосистема који су током перма били велика мочвара. Конкретно, Ред Бедс у Тексасу је подручје велике разноликости фосилних тетрапода или четвороножних кичмењака. Поред ово рода, најчешћи тетраподи у Ред Бедсу и широм ранопермских наслага на југозападу Сједињених Држава, су водоземци Archeria, Diplocaulus, Eryops, и Trimerorhachis, рептилиоморф Seymouria, рептил Captorhinus и синапсиди Ophiacodon и Edaphosaurus. Ови тетраподи чинили су групу животиња које је палеонтолог Еверет К. Олсон назвао „пермо-карбонска хронофауна“, фауна која је доминирала континенталним евроамеричким екосистемом неколико милиона година. На основу геологије наслага попут Ред Бедса, сматра се да је ова фауна настањивала добро вегетативни низински делтаски екосистем.

### Прехрамбена мрежа
Олсон је извео многе закључке о палеоекологији текаског Ред Бедса и улози ово симапсида у његовом екосистему. Предложио је неколико главних типова екосистема у којима су живели најранији тетраподи. Dimetrodon је припадао најпримитивнијем екосистему, који се развио из водених прехрамбених мрежа. У њему су водене биљке биле примарни произвођачи, и њима су се углавном храниле рибе и водени бескичмењаци. Већина копнених кичмењака хранила се овим воденим примарним потрошачима. Dimetrodon је вероватно био највећи предатор екосистема Ред Бедс, хранећи се разним организмима, попут ајкуле Xenacanthus, водених водоземаца Trimerorhachis и Diplocaulus, те копнених тетрапода Seymouria и Trematops. Инсекти су познати од раног пермског Ред Бедса и вероватно су били донекле укључени у исту мрежу хране као и Dimetrodon, хранећи мале рептиле попут Captorhinus. Биосистем Ред Бедса такође је укључивао неке од првих великих биљоједа који живе на копну, попут Edaphosaurus и Diadectes. Хранећи се првенствено копненим биљкама, ови биљоједи нису црпили енергију из водених прехрамбених мрежа. Према Олсону, најбољи савремени аналог за екосистем у коме живи Dimetrodon је Еверглејдс. Детаљан животни стил овог синапсида (амфибијски до копненоног) дуго је био контроверзан, али коштана микроанатомија подржава копнени начин живота, што имплицира да би се хранио углавном на копну, на обалама или у врло плиткој води. Такође постоје докази да је Dimetrodon ловио естивирајуће Diplocaulus у време суше. На једној локацији су нађена три делимично поједена малолетна Diplocaulus у рупи од осам, са траговима зуба врсте из рода Dimetrodon који их је ископао и убио.

## Историја класификације

### Најранија открића
Најраније откриће фосила Диметродона је горња вилица коју је 1845. пронашао човек по имену Доналд Маклауд, који је живео у британској колонији Острво Принца Едварда. Ове фосиле је купио Џон Вилијам Џонсон, канадски геолог, а затим их је Џозеф Лејди описао 1854. као доња вилица врсте Bathygnathus borealis, великог месождера сродног Thecodontosaurus, иако је касније рекласификован као Dimetrodon врста 2015. године, као Dimetrodon borealis.

### Коупови први описи
Фосиле који се сада приписују диметродону први је проучавао амерички палеонтолог Едвард Дринкер Коуп током 1870-их. Коуп је набавио фосиле заједно са онима многих других пермских тетрапода од неколико колекционара који су истраживали групу стена у Тексасу под називом Ред бедс. Међу овим колекционарима били су швајцарски природњак Јакоб Бол, тексашки геолог В. Ф. Каминс и палеонтолог аматер Чарлс Хејзелијус Стернберг. Већина Коупових примерака отишла је у Амерички природњачки музеј или у Вокеров музеј Универзитета у Чикагу (већина Вокерове колекције фосила је сада смештена у Филдовом природњачком музеју).
Стернберг је послао неке од својих примерака немачком палеонтологу Фердинанду Бројлију на Универзитету у Минхену, иако Бројли није био тако плодан као Коуп у описивању примерака. Коупов ривал Отнијел Чарлс Марш такође је сакупио кости диметродона, које је послао у Вокеров музеј. Прва употреба имена диметродон појавила се 1878. године када је Коуп дао називе врстама Dimetrodon incisivus, Dimetrodon rectiformis, и Dimetrodon gigas у научном часопису Зборник радова америчког филозофског друштва.
Први опис Dimetrodon фосила дошао је годину дана раније, када је Коуп назвао врсту Clepsydrops limbatus из тексашког налазишта Ред Бедс. (Име Clepsydrops је први сковао Коуп 1875. за остатке сфенакодонтида из округа Вермилион у Илиноису, а касније је коришћен за многе примерке сфенакодонтида из Тексаса; многе нове врсте сфенакодонтида из Тексаса додељене су било роду Clepsydrops или Dimetrodon у касном 19. и раном 20. веку.) C. limbatus је рекласификован као врста рода Dimetrodon 1940. године, што значи да је Коупов рад из 1877. био први запис о припаднику рода Dimetrodon.
Коуп је први описао синапсид са леђним једром са именом C. natalis у свом раду из 1878. године, иако је једро назвао перајем и упоредио га са врховима савременог базилског гуштера (Basilicus). На примерцима D. incisivus и D. gigas које је Коуп описао у свом раду из 1878. године нису сачувана једра, али су издужене бодље биле присутне у примерку D. rectiformis који је описао. Коуп је 1886. прокоментарисао намену једра, пишући: „Корисност је тешко замислити. Осим ако животиња није имала водене навике и није пливала на леђима, гребен или пераје су морали бити сметња при активним кретању... Удови нису довољно дуги, нити су канџе довољно оштре да би показало арбореално станиште, као у постојећем роду Basilicus, где постоји сличан гребен.”